# 沙斯泰勒
沙斯泰勒（法語：Chastel，法語發音：[ʃastɛl]）是法国上卢瓦尔省的一个市镇，属于布里尤德区。

## 地理
沙斯泰勒（45°5'0"N, 3°19'22"E）面积27.69 平方千米，位于法国奥弗涅-罗讷-阿尔卑斯大区上盧瓦爾省，该省份为法国中南部省份，北起多姆山省和卢瓦尔省，西接康塔爾省，南至洛泽尔省，东临阿尔代什省。
与沙斯泰勒接壤的市镇（或旧市镇、城区）包括：沙泽勒、克拉维耶尔、拉雅德、苏拉日、韦德里讷圣卢、克龙斯、皮诺勒。

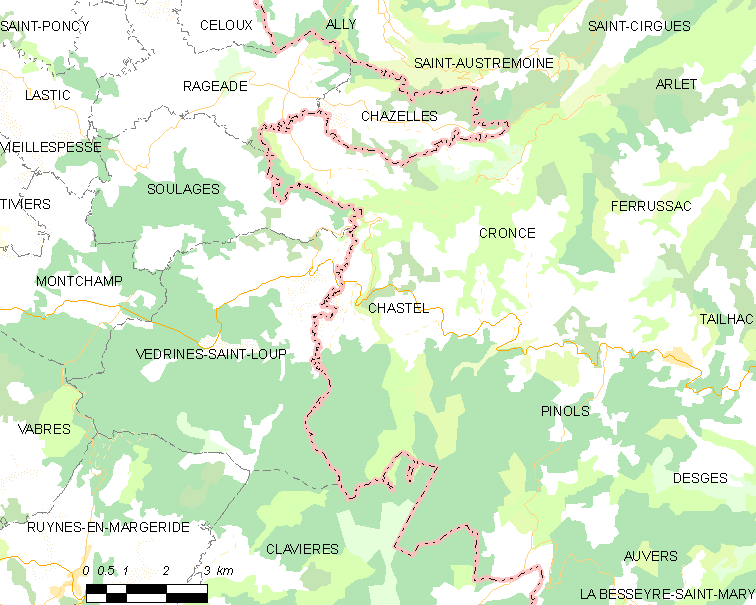
沙斯泰勒的OSM定位图

沙斯泰勒的时区为UTC+01:00、UTC+02:00（夏令时）。

## 行政
沙斯泰勒的邮政编码为43300，INSEE市镇编码为43065。

## 政治
沙斯泰勒所属的省级选区为拉法耶特地区县。

## 人口

1962-2008年间沙斯泰勒人口变化图示

沙斯泰勒于2022年1月1日时的人口数量为116人。